# Stefano Nicolini da Sabbio

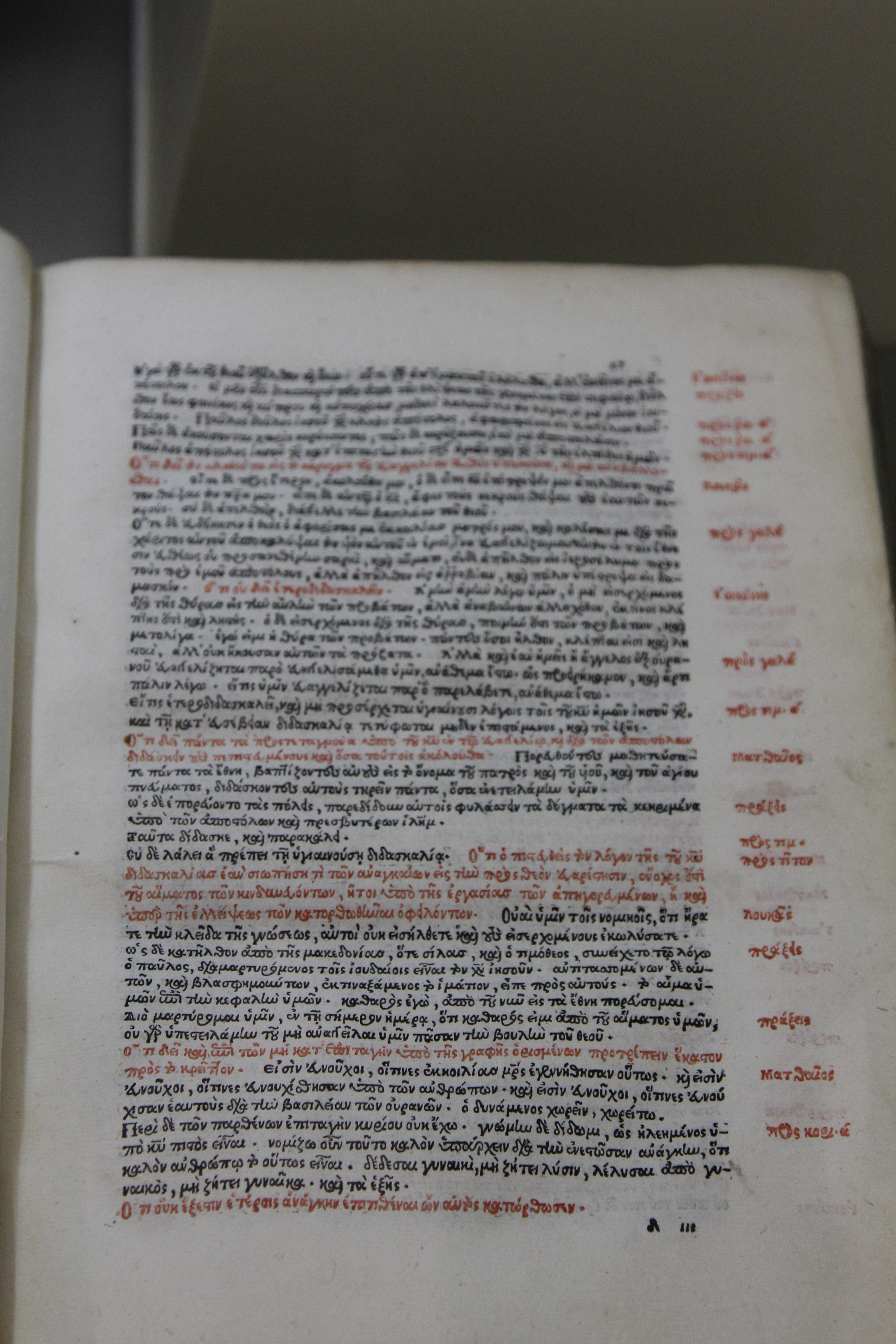
Basilios der Große, Opera, Venedig 1535

Stefano Nicolini da Sabbio (* um 1500, Sabbio Chiese; † nach 1564) war ein italienischer Drucker.
Er wurde wahrscheinlich kurz nach 1500 in Sabbio Chiese bei Brescia geboren. Er ging mit seinen Brüdern Giovanni Antonio und Pietro nach Venedig. Dort wirkte er in der Druckerei mit, die Giovanni Antonio leitete.
1512 (Datum fraglich) erschien der erste Druck durch Zuane Antonio & fradelli da Sabio. 1524 erschien sein Name erstmals als Herausgeber.
1528 ging er (mit einigen Brüdern) nach Verona. 1533 war er wieder in Venedig.
1542 ging er nach Rom, vor allem, um griechische Texte zu finden und zu publizieren.
1564 erschien der letzte Druck mit seinem Namen.
Sein Todesjahr ist unbekannt.